# I Want to Stay
«I Want to Stay» es una canción escrita por Jerry Foster y Bill Rice, e interpretada por el cantante estadounidense Narvel Felts. Fue publicado en abril de 1974 como un sencillo sin álbum.

## Recepción de la crítica
Un escritor no especificado de Billboard escribió: “Constantemente cerca de la cima de las listas, Felts debería tener otro gran éxito. Quizás una de las mejores voces del negocio actual, y la combina con una melodía de Foster-Rice”.

## Lista de canciones
- 7-inch single – Cinnamon C-779[3]

1. «I Want to Stay» – 3:07
2. «Wrap Your Arms Around the World» – 2:30

## Posicionamiento
| Gráfica (1974)                                      | Pico de posición |
| --------------------------------------------------- | ---------------- |
| Canadá (RPM Country Playlist)                       | 35               |
| Estados Unidos (Billboard Hot Country Singles)      | 26               |
| Estados Unidos (Cash Box Country Top 75)            | 23               |
| Estados Unidos (Record World Country Singles Chart) | 35               |